# 바르셀로나가
바르셀로나가(Maison de Barcelone, Casal de Barcelona)는 878년부터 바르셀로나 백작령과 1137년(왕으로서는 1162년)까지 아라곤 연합왕국을 통치했던 중세 가문이다. 가문의 부계는 기프레 엘 필로스의 후손들인 벨로니데스가에서 내려왔다. 바르셀로나 가문은 13세기에 카탈루냐의 백국들의 대부분을 상속받았고 카탈루냐 대공국을 세었으며, 1410년에 마지막 남성 적출인 마르틴 1세 다라곤때까지 결혼과 수많은 영지들, 왕국의 정복을 통하여 아라곤 왕국과 함께 통합되어 있었다. 바르셀로나 가문의 방계는 우르겔 (992년부터)과 간디아를 계속해서 통치했다. 방계는 또한 878년부터 1111년까지 간헐적으로 아우조나와 1112년부터 1245년까지 프로방스, 1282년부터 1409년까지 시칠리아를 다스렸다. 1412년의 카스페 타협으로 아라곤 연합 왕국의 왕위는 바르셀로나 가문의 인판타 레오노르 다라곤의 후손들인 트라스타마라 가문에게 넘어갔다.

## 바르셀로나 가문의 작위와 유지 기간
이 목록에는 10세기에 가문과 함께 남아 있지 않은 초기 벨로니데스 가문이 쓴 작위는 포함되어 있지 않습니다
- 우르헬 백작 (870년–992년)
- 바르셀로나 백작 (878년–1410년)
- 지로나 백작 (878년–1410년)
- 아우조나 백작 (1111–1410년)
- 베잘루 백작 (1111년–1410년) - 방계로부터 상속
- 프로방사 백작 (1112년–1245년)
- 베르가 백작 (1118년–1410년)
- 세르다냐 백작 (1118년–1410년) - 방계로부터 상속
- 콘플렌 백작 (1118년–1410년)
- 아라곤 대공 (1137–1162년)
- 아라곤의 군주 (1162년–1410년)
- 로셀료 백작 (1172년–1410년)
- 팔랴르스 주사의 백작 (1192년–1410년)
- 몽펠리에의 영주 (1204년–1249년)
- 발렌시아의 군주 (1238년–1410년)
- 마요르카의 군주 (1276년–1410년)
- 시칠리아의 군주 (1282년–1410년)
- 사르데냐와 코르시카의 군주 (1297년–1410년)
- 아테네 공작 (1312년–1388년)
- 우르헬 백작 (1314년–1413년)
- 네오파트리아 공작 (1319년–1390년)